# Audiosmog
Az Audiosmog német rockzenekar, mely a 2000-es évek elején alakult meg Waderslohban. A csapat elsősorban slágereket dolgoz fel saját stílusukban.

## Tagjai
- Andre Schön (gitár, ének)
- René Berndt (gitár)
- Niels Goldaw (basszusgitár, ének)
- Holger Ilm (dob)

A zenekar az egykori VIVA műsorvezetőjével Tobi Schleglel 2001-ben megjelentette a No Angels egykori slágerét a Daylight In Your Eyes című dalt, mely a német slágerlista 36. helyéig jutott, majd ezt követte a 80-as évek beli Bros sláger feldolgozása a When Will I Be Famous című dal is.

## Diszkográfia

### Albumok
| Év   | Album            | GER |
| ---- | ---------------- | --- |
| 2001 | Top Of The Rocks | 96  |

### Kislemezek
| Év   | Dal                                        | GER |
| ---- | ------------------------------------------ | --- |
| 2001 | When Will I Be Famous (feat. Tobi Schlegl) | –   |
| 2001 | Daylight In Your Eyes (feat. Tobi Schlegl) | 36  |
| 2003 | The Ketchup Song                           | –   |
| 2004 | Dragostea Din Tei                          | –   |
| 2008 | Shine Like A Superstar                     | –   |
| 2010 | Pokerface                                  | –   |
| 2012 | Last Friday Night T.G.I.F.                 | –   |